# Daichi Fukushima
Daichi Fukushima (福島 大地 Fukushima Daichi?,  nacido el 1 de agosto de 1977 en Kanagawa) es un exfutbolista japonés. Jugaba de delantero y su último club fue el Ventforet Kofu de Japón.

## Trayectoria

### Clubes
| Club           | País  | Año  |
| -------------- | ----- | ---- |
| Ventforet Kofu | Japón | 2000 |